# Stynawa Niżna (przystanek kolejowy)
Stynawa Niżna (ukr. Стинава-Нижня, ros. Стинава-Нижняя) – przystanek kolejowy w miejscowości Stynawa Niżna, w rejonie stryjskim, w obwodzie lwowskim, na Ukrainie.